# Bathyspinula calcar
Bathyspinula calcar är en musselart som först beskrevs av Dall 1908.  Bathyspinula calcar ingår i släktet Bathyspinula och familjen tandmusslor. Inga underarter finns listade i Catalogue of Life.